# Criotettix robustus
Criotettix robustus är en insektsart som först beskrevs av Hancock, J.L. 1907.  Criotettix robustus ingår i släktet Criotettix och familjen torngräshoppor. Inga underarter finns listade i Catalogue of Life.